# Amar Ould Hamouda
 (février 2011).
Si vous disposez d'ouvrages ou d'articles de référence ou si vous connaissez des sites web de qualité traitant du thème abordé ici, merci de compléter l'article en donnant les références utiles à sa vérifiabilité et en les liant à la section « Notes et références ».
Amar Ould-Hamouda (en kabyle: Ɛmer At Ḥemmuda), né en 1923 à Tassaft Ouguemoun, assassiné en mars 1956, était un militant nationaliste berbère. Il est particulièrement connu pour avoir été dans les années 1940 l'un des leaders du mouvement dit "berbériste" qui, au sein du mouvement nationaliste algérien, milita pour une « Algérie amazighe ».
Il est condamné à mort en 1956, quelques mois avant le congrès de la Soummam, par le commandement de la Wilaya III historique (Kabylie) dirigé notamment par Krim Belkacem,.

## Biographie
Amar Ould-Hamouda est originaire du village de Tassaft Ouguemoun dans l'actuelle commune d'Iboudraren en Kabylie. Il est le cousin du colonel Amirouche. Élève de l’École normale de Bouzaréah, il a étudié aussi à Boufarik, Méliana et Ben-Aknoun où il faisait partie du "Groupe du lycée de Ben-Aknoun" avec Hocine Aït-Ahmed, Saïd Chibane, Omar Oussedik, Mohand Idir Aït- Amrane et Ouali Bennaï.
Après son échec au baccalauréat, il opte pour l’activité militante au sein du parti PPA où il milita pour une Algérie axé sur le berbérisme dès 1942. 
Militant de l’organisation secrète (OS), il est désigné responsable pour la Kabylie. Membre de l’état-major de l’OS, il est désigné candidat à Michelet (Ain-El-Hammam) aux élections de l’assemblée algérienne d’avril 1948.
Déçu de l'orientation idéologique arabo-musulmane que le mouvement nationaliste imprégnait pour son combat, il tenta vainement d'intégrer la dimension berbère à cette cause. Il fut l'un des artisans de la crise berbériste de 1949[réf. nécessaire]. Numéro deux du mouvement berbère, il est arrêté dans un tramway à Alger au printemps 1949 lors de la « crise berbériste »[réf. nécessaire]. 
Incarcéré à  la prison de Blida, il est torturé mais n’avouera pas son appartenance à l’OS. Alors qu’il est encore en prison, il est exclu du parti pour ses positions « berbéristes ». Il décide de revendiquer en 1950, face à la police, ses responsabilités et ses actions au sein de l’OS[réf. nécessaire]. Libéré, il trouve un emploi de voyageur  de commerce (Maison Jonathan) à Alger avec Bachir Boumaza et M'barek Ait-Menguellet.
Après le déclenchement de la Guerre d'Algérie, alors qu'il avait rejoint les rangs de la Wilaya III du FLN, il est convoqué, lui et d'autres camarades, par des hauts gradés de la Wilaya Kabyle. Lors du rendez-vous, ils sont notamment accueillis par le colonel Krim Belkacem, Amar Ouamrane, le commandant Si Nacer ainsi que Amar Ait Chikh. Ces hauts gradés, qui étaient tous kabyles et qui avaient notamment combattu aux côtés de son cousin Amirouche, accusent Amar Ait Hamouda et ses camarades d'être des partisans du berbérisme / séparatisme. Ce dernier et ses compagnons furent aussitôt condamnés à mort par les généraux Kabyles de la Wilaya III historique.
Sa tombe n'a toujours pas été retrouvée, tout comme celle de son compagnon d'infortune M'barek Ait-Menguellet.
Après l’ouverture démocratique de 1988, une association culturelle portant son nom ("Tidukla Tadelsant Amar At Hamuda") fut créée en 1989 dont la lutte pour sa réhabilitation a été un objectif majeur pour l'ensemble de ses adhérents, et même pour l'ensemble des habitants du village de Tassaft.